# Sigmund Neumann
Sigmund Neumann (* 1. Mai 1904 in Leipzig; † 22. Oktober 1962 in Middletown, Connecticut) war ein deutscher Politikwissenschaftler und Soziologe.

## Leben
Sigmund Neumann wurde als Sohn der jüdischen Eheleute Jakob Neumann und Anne Lifschitz geboren. Er studierte an den Universitäten in Heidelberg, Grenoble und Leipzig Geschichte, Nationalökonomie und Sozialwissenschaften. Mit seiner Arbeit über „Die Stufen des preußischen Konservativismus“, die auf eine Idee Alfred Webers zurückging, wurde er 1927 bei Hans Freyer in Leipzig promoviert. 1930 heiratete er Anne Kuritzkes (1904–1954); aus der Ehe ging eine Tochter hervor.
Im Anschluss ging Neumann an die Deutsche Hochschule für Politik nach Berlin. Dort übernahm er zunächst die Leitung des Zeitungsausschnittsarchivs und ab dem Wintersemester 1929/30 auch Lehraufträge. 1930 wechselte er zur Volkshochschule Berlin und wurde ihr Leiter. Ab 1931 war er gemeinsam mit Albert Salomon und Alfred von Martin Herausgeber der Schriftenreihe „Soziologische Gegenwartsfragen“. Nach der Machtübergabe an die Nationalsozialisten emigrierte er zunächst nach London und arbeitete dort am Royal Institute of International Affairs und an der London School of Economics. 1934 ging er in die USA und übernahm an der Wesleyan University zunächst einen Lehrauftrag für Soziologie und ab 1944 den Lehrstuhl für Sozialwissenschaften. Von 1943 bis 1945 war er Mitarbeiter des Office of Strategic Services. Als Gastprofessor lehrte er zudem in Yale, Harvard, an der Columbia University sowie an der University of Michigan in Ann Arbor.
1949 kehrte er, wenn auch nicht dauerhaft, nach Deutschland zurück und unterstützte nachhaltig den Neuaufbau der Politikwissenschaft, die er, wie die amerikanischen Besatzungsbehörden, als Demokratiewissenschaft verstand, der seiner Meinung nach – Emigranten wie Eric Voegelin, der sie zuerst als „Ordnungswissenschaft“ deutete, sahen dies anders – hohe Bedeutung auf dem Gebiet der politischen Bildung zukommen sollte. Seine Lehrorte als Gastprofessor waren die Ludwig-Maximilians-Universität München und die Freie Universität Berlin. Beide Hochschulen verliehen Neumann einen Ehrendoktortitel. Nachdem er zunächst ab 1949 für die amerikanische Militärregierung den Aufbau der westdeutschen Politikwissenschaft begleitete, übernahm er für die amerikanische Ford-Stiftung eine Vermittlungsrolle bei der Betreuung von Projekten, so beim Bau eines Gebäudes für die neue Deutsche Hochschule für Politik (aus der das Otto-Suhr-Institut hervorging) an der Freien Universität Berlin.
Neumann galt als außerordentlich beliebt bei Kollegen und Studenten, ganz im Gegensatz zu anderen Emigranten wie Ernst Fraenkel, die gegenüber dem akademischen Nachwuchs wie in früheren Zeiten auf Distanz Wert legten. Neumann stand in Kontakt mit zahlreichen Wissenschaftlern und Politikern seiner Zeit, die vielfach wie er nach der nationalsozialistischen Machtergreifung aufgrund ihrer Herkunft oder wegen politischer Verfolgung geflohen waren und später (zeitweilig) nach Deutschland zurückkehrten: Hannah Arendt, Waldemar Gurian, Theodor Heuss, Karl Loewenstein, Alfred von Martin, Albert von Salomon.
Bereits schwer von seiner Krebserkrankung gezeichnet, kam er im Mai 1962 ein letztes Mal nach Deutschland, wo er an der FU Berlin die Vortragsreihe „Die Demokratie im Wandel der Gesellschaft“ eröffnete. Sein verheißungsvoller Vortrag trug den Titel „Der demokratische Dekalog. Staatsgestaltung im Gesellschaftswandel“ und wurde zu seinem demokratietheoretischen Vermächtnis, das mehr als nur Grundzüge einer modernen Pluralismustheorie trug, die in dieser frühen Zeit gemeinhin mit anderen Namen in Verbindung gebracht werden.

## Auszeichnungen
- 1949: Ehrendoktor der Ludwig-Maximilians-Universität München
- 1960: Mitglied der American Academy of Arts and Sciences
- 1962: Ehrendoktor der Freien Universität Berlin

## Nachlass
Im September 2007 erwarb die Deutsche Nationalbibliothek seinen Nachlass von der in den USA lebenden Tochter.

## Schriften (Auswahl)
- Die Stufen des preußischen Konservatismus. Ein Beitrag zum Staats- und Gesellschaftsbild Deutschlands im 19. Jahrhundert. 1930.
- Die deutschen Parteien. Wesen und Wandel nach dem Kriege. 1932.
- Permanent Revolution. The Total State in a World at War. 1942.[7]
  - deutsche Übersetzung: Permanente Revolution. Totalitarismus im Zeitalter des internationalen Bürgerkriegs. Hrsg. von Gerhard Besier und Ronald Lambrecht. Lit, Berlin 2013, ISBN 978-3-643-12046-5 (Rezension).
- Future in Perspective. 1946.[8]
- Germany: Promise and Perils. 1950.
- European political Systems. 1953.
- Modern Political Parties. Approaches to Comparative Politics. 1956.